# Cionus canariensis
Cionus canariensis es una especie de gorgojo endémica de la isla de Gran Canaria. Es muy escasa debido a la pérdida de su hábitat y al bajo número de ejemplares existentes de la única planta sobre la que se encuentra, la bella de risco (Scrophularia calliantha), clasificada como especie en peligro crítico de extinción.

## Aspecto
Coleóptero de 3,5-3,8 mm excluido el rostro, con tegumentos negros en cabeza, protórax y patas, pero marrón rojizo en los élitros. Cuerpo recubierto por escamas marrones, negras y de color pajizo, bajo aumento formando pequeños grupos de dibujo abigarrado. Aspecto uniforme marrón claro a simple vista.

## Distribución
Endemismo de Gran Canaria. Se ha encontrado en dos localidades donde, al menos en el momento de su colecta, había reductos de laurisilva: Las Lagunetas y Barranco del Pinillo, ambas en la vertiente norte de la isla. Lo más probable es que la población de Las Lagunetas esté extinguida, ya que su planta huésped  (Scrophularia calliantha) también ha desaparecido de la zona. La búsqueda de ejemplares en otras poblaciones de Scrophularia calliantha han sido infructuosas.

## Hábitat
Propio de hábitats originariamente boscosos y húmedos, actualmente aparece en lugares algo más abiertos. Debido a las características hidrófilas de su planta huésped sólo aparece en rezumaderos y barrancos húmedos. En su única población conocida sólo existen 31 ejemplares de dicha planta esparcidos en pequeños grupos. 

## Biología
Es una especie fitófaga tanto en su fase larvaria como en su edad adulta. No se sabe nada de su biología, aunque debe ser similar a las
especies del género que aparecen en el resto de las islas Canarias, que son exclusivas de Scrophularia, y se encuentran en fase adulta desde febrero hasta junio.